# Kozy rozbily partu
Kozy rozbily partu (v anglickém originále Bebe's Boobs Destroy Society) je desátý díl šesté řady amerického animovaného televizního seriálu Městečko South Park. Premiéru měl 17. července 2002 na americké televizní stanici Comedy Central. 

## Děj
Po skoro 5 letech a 89 dílech je tady konečně chvíle, na kterou všichni čekali. Cartman bude vykopnut z party. A  jaký je důvod? Jejich spolužačce Bebe Stevensonové narostou prsa a kluci se o ní začnou prát jak v pavilonu opic a neví, čí jsou. Její prsa ovšem začnou mezi kluky ohrožovat přátelství a společnosti, jak ji známe.